# Пётр (герцог Фриуля)

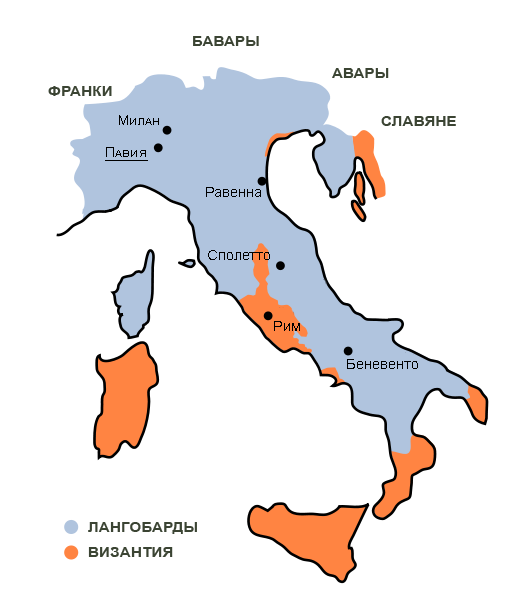
Лангобардское государство при короле Айстульфе

Пётр (лат. Petrus; VIII век) — герцог Фриуля (750 или 751 — не позднее 774).

## Биография
Основным нарративным источником о Петре является «История лангобардов» Павла Диакона.
Согласно этому источнику, Пётр — сын лангобарда Мунихиза. Об отце Петра известно только то, что предположительно в 701 или в 706 году тот участвовал в битве со славянами. В этом сражении погиб герцог Фердульф, а Мунихиз в числе немногих фриульцев сумел спастись бегством. Братом Петра был герцог Ченеды Урс.
Пётр получил власть над Фриульским герцогством в 750 или 751 году от короля Айстульфа. Он был преемником отказавшегося от должности Ансельма, будущего святого.
О правлении Петра почти ничего не известно. Хотя последнее сообщение о нём датировано 756 годом, возможно, он мог сохранять власть над герцогством вплоть до времени осады Павии франками во главе с Карлом Великим. Преемником Петра во Фриуле был герцог Ротгауд, впервые упоминавшийся в исторических источниках в 774 году.